# Договор об образовании СССР
Догово́р об образова́нии СССР — договор об объединении в союзное государство — Союз Советских Социалистических Республик Российской Социалистической Федеративной Советской Республики, Украинской Социалистической Советской Республики, Белорусской Социалистической Советской Республики и Закавказской Социалистической Федеративной Советской Республики, подписанный в 1922 году.
В январе 1924 года вместе с Декларацией об образовании СССР после изменений и дополнений вошёл в состав первой Конституции СССР, став её основным разделом.
С декабря 1936 года в новой Конституции СССР уже нет раздела с названием «Договор об образовании СССР».
В течение 1990—1991 годов договор был денонсирован парламентами некоторых союзных республик, хотя юридическая суть договора и сама возможность его денонсации являются предметом споров.

## Заключение договора
Текст договора был согласован 29 декабря 1922 года на конференции делегаций от съездов Советов четырёх республик: РСФСР, УССР, БССР и ЗСФСР. Утверждён и вступил в силу 30 декабря 1922 года на I Всесоюзном съезде Советов. Эта дата считается днём образования СССР. Утверждение договора юридически оформило создание нового государства в составе четырёх союзных советских республик.

## Конституционно-правовой характер декларации и договора
Декларация об образовании СССР и Договор об образовании СССР хотя и не называются Конституцией, но по своей сути ею являются, поскольку являются документами учреждающими новое государство и его основным законом. Если обратиться к конституционному праву эти два документа составляют совокупность правовых актов, обладающих наивысшей юридической силой и регулирующих основы организации государства и взаимоотношение государства и гражданина, а значит могут быть признаны по сути Конституцией.
Собственно это подтверждается тем, что в скором времени после ряда уточнений и дополнений они и сформировали первую Конституцию СССР, а также тем, что говорили непосредственно перед подписанием договора уполномоченные делегаты. Так А. И. Рыков, отвечая на предложение принять только декларацию, отложив подписание договора, отмечал: «Декларация и договор составят единый основной закон, всей конституции. Разбить основной закон на две части и одну половину утвердить сейчас, а другую и притом главнейшую отложить на 3 месяца, неудобно. Лучшее и удобнее основной закон, целиком принять и утвердить в качестве основного закона сразу. Декларация вступить в силу без договора не может и весь основной закон вступит в силу сразу через 3 месяца». Аналогичную позицию высказал на конференции И. В. Сталин. Также о союзном договоре как о Конституции говорилось и на сессии Всеукраинского ЦИК в апреле 1923 года, когда рассматривался вопрос о содержании договора

## Структура
Договор состоял из преамбулы и 26 пунктов:
- Преамбула договора констатировала объединение РСФСР, УССР, БССР и ЗСФСР в единое союзное государство — Союз Советских Социалистических Республик, управляемое в соответствии с положениями Договора.
- Пункт 1 устанавливал компетенцию Союза ССР, в которую, в частности, входило: представительство СССР в международных отношениях, изменение внешних границ и приём новых республик в состав СССР, объявление войны и заключение мира, заключение договоров о займах и ратификация международных договоров, а также отмена нарушающих Договор актов Съездов Советов, Центрисполкомов и Совнаркомов республик.
- Пункты 2—10 определяли структуру высших органов власти СССР. Верховной властью провозглашался Съезд Советов СССР, делегаты которого избирались городскими и губернскими (а не республиканскими) съездами Советов. Съезд Советов СССР избирал однопалатный Центральный исполнительный комитет СССР (371 человек), являвшийся высшим органом между Съездами и избиравший из своего состава Президиум ЦИКа из 19 членов.
- Пункт 11 объявлял исполнительным органом Союза избираемый ЦИК СССР Совет народных комиссаров СССР и определял его структуру.
- Пункт 12 регулировал деятельность Верховного Суда СССР и Объединённого государственного политического управления при СНК СССР.
- Пункты 13—17 определяли основы правового регулирования СССР (декретами и постановлениями ЦИК и СНК СССР).
- Пункт 18 определял состав республиканских Совнаркомов.
- Пункт 19 определял основы деятельности Высшего совета народного хозяйства, наркоматов по продовольствию, финансам, труду, а также Рабоче-крестьянской инспекции.
- Пункт 20 регулировал вопросы бюджетов республик.
- Пункты 21—23 устанавливали единое гражданство (21), символику (22) и столицу (23) СССР. Столицей был объявлен город Москва.
- Пункт 24 предусматривал приведение республиканских Конституций в соответствие с Договором.
- Пункт 25 устанавливал, что утверждение и изменение Договора является исключительной компетенцией Съезда.
- Пункт 26 закреплял право республик на свободный выход из СССР.

## Договор в составе Конституции СССР
Впоследствии изменённый и дополненный союзный договор и декларация об образовании СССР были объединены в первую Конституцию СССР. Новая редакция Договора состояла из преамбулы и 11 глав:
- Глава I определяла предметы ведения верховных органов власти СССР. Пункт 1 содержал перечень этих предметов, несколько расширенный и уточнённый по сравнению с начальным вариантом договора. Пункт 2 относил утверждение и изменение Конституции к исключительному ведению Съезда Советов СССР.
- Глава II (пункты 3—7) устанавливала суверенные права союзных республик (в том числе п. 4 — право свободного выхода из Союза) и единое союзное гражданство для граждан союзных республик.
- Глава III (пункты 8—12) объявляла верховным органом власти СССР Съезд Советов; в период между Съездами таким органом был двухпалатный ЦИК СССР, состоящий из Союзного Совета и Совета Национальностей. Устанавливались нормы представительства, порядок выбора делегатов и созыва Съездов.
- Глава IV (пункты 13—28) регламентировала порядок выборов ЦИК СССР, устанавливала порядок его деятельности и ответственность перед Съездом Советов СССР.
- Глава V (пункты 29—36) определяла функции и права Президиума ЦИК СССР, порядок взаимодействия с Совнаркомом СССР, а также ответственность перед ЦИКом СССР.
- Глава VI (пункты 37—42) устанавливала структуру Совета Народных Комиссаров СССР, его функции и ответственность перед ЦИКом ССР и Президиумом ЦИК СССР. В состав СНК СССР входили председатель СНК, его заместители и 10 народных комиссаров.
- Глава VII (пункты 43—48) учреждала Верховный Суд, очерчивала круг его компетенции и определяла состав пленарного заседания.
- Глава VIII (пункты 49—60) устанавливала разделение народных комиссариатов СССР на общесоюзные (единые для всего Союза ССР) и объединённые (руководящие одноимёнными наркоматами союзных республик). Определялась ответственность наркомов (руководителей наркоматов) перед СНК, ЦИКом и его президиумом.
- Глава IX (пункты 61—63) посвящена деятельности объединённого государственного политического управления (ОГПУ).
- Глава X (пункты 64—69) регламентировала структуру государственного управления союзных республик: Съезды Советов, ЦИК и СНК республик.
- Глава XI (пункты 70—72) посвящена гербу, флагу и столице Союза Советских Социалистических Республик.

С небольшими изменениями Договор входил во все редакции Конституции СССР до момента принятия в 1936 году новой «сталинской» Конституции, в которой о нём не упоминалось.

### Изменения договора в составе Конституции СССР
20 мая 1925 года III Всесоюзный съезд Советов постановил внести изменения в Конституцию СССР и указать Туркменскую ССР и Узбекскую ССР в Разделе 2. Договор об образовании СССР. В связи с этим было увеличено число членов Президиума ЦИК с 21 до 27, а также увеличено количество председателей ЦИК.
5 декабря 1929 года ЦИК СССР постановил указать в Конституции СССР в Разделе 2. Договор об образовании СССР Таджикскую ССР.
5 февраля 1935 года VII Съезд Советов внёс поправку о создании прокуратуры СССР.

## Расторжение договора
9 марта 1990 года Верховный Совет Грузинской ССР принял постановление «О гарантиях защиты государственного суверенитета Грузии», которым объявил, что «Договор об образовании Союза Советских Социалистических Республик от 30 декабря 1922 является в отношении Грузии незаконным», однако о восстановлении независимости Грузии было объявлено лишь 9 апреля 1991 года.
3 апреля 1990 года Верховный Совет СССР принял закон «О порядке решения вопросов, связанных с выходом союзной республики из СССР».
18 октября 1991 года Верховный Совет Азербайджанской ССР принял конституционный акт «О государственной независимости Азербайджанской Республики», которым объявил, что «Договор об образовании СССР от 30 декабря 1922 г. является недействительным с момента подписания в части, относящейся к Азербайджану».
5 декабря 1991 года Верховный Совет Украины принял обращение «К парламентам и народам мира», которым объявил, что «Договор 1922 года о создании Союза ССР Украина считает относительно себя недействительным и недействующим». Спустя 5 дней Верховный Совет Республики Беларусь постановил денонсировать Договор 1922 года об образовании СССР и считать его недействующим по отношению к Республике Беларусь.
В России договор был денонсирован 12 декабря 1991 года постановлением Верховного Совета РСФСР № 2015-I, ссылавшимся на пункт 15 статьи 109 Конституции РСФСР («Верховный Совет РСФСР ратифицирует и денонсирует международные договоры РСФСР»). Инициатор денонсации договора, член Верховного Совета РСФСР Сергей Шахрай перед принятием постановления заявил:

Договор 1922 года как договор, как соглашение сторон, подписанное главами государств и потом ратифицированное их парламентами, никогда не был подписан, не был заключён. На I съезде Советов в 1922 году было зафиксировано, что Договор одобрить в основном и направить на доработку в республики. На II съезде уже принимался под таким же названием совсем другой текст, и опять не республиками, а голосованием на съезде, причём от Российской Федерации было более 50 депутатов, а от Беларуси — 33. Это никак договором в чистом смысле слова назвать нельзя. И даже если предположить, что договор всё-таки был, то в 1936 году с принятием Конституции он утратил силу. Но так сложилось исторически, что было это понятие — «Договор 1922 года», и поэтому парламенты Украины и Республики Беларусь приняли решение о денонсировании этого документа. Для юридической чистоты, как говорится. Нам, Российской Федерации, я полагаю, следовало бы пойти таким же путём.— 

### Отмена денонсации
В 1992 году группа из 86 народных депутатов РСФСР обратилась в Конституционный суд с ходатайством о проверке законности постановлений Верховного Совета РСФСР от 12 декабря 1991 года «О ратификации Соглашения о создании Содружества Независимых Государств» и «О денонсации Договора об образовании СССР». Конституционный суд Российской Федерации принял ходатайство к рассмотрению, но так и не рассмотрел его.

#### Позиция Р. И. Хасбулатова
Р. И. Хасбулатов, подписавший постановление о денонсации Союзного договора как председатель Верховного Совета России, впоследствии заявлял, что договор перестал существовать как государственно-правовой документ с принятием первой Конституции СССР в 1924 году.

#### Позиция Госдумы России
15 марта 1996 года Государственная Дума Федерального Собрания Российской Федерации, опираясь «на волю большинства населения страны, выраженную на референдуме СССР 17 марта 1991 года», своим постановлением «Об углублении интеграции народов, объединявшихся в Союз ССР, и отмене Постановления Верховного Совета РСФСР от 12 декабря 1991 года „О денонсации Договора об образовании СССР“» признала утратившим силу постановление Верховного Совета РСФСР от 12 декабря 1991 года «О денонсации Договора об образовании СССР».
В постановлении «Об обращении Государственной Думы Федерального Собрания Российской Федерации „К членам Совета Федерации Федерального Собрания Российской Федерации“» от 10 апреля 1996 года депутаты Госдумы выразили свою позицию по отношению к постановлению Верховного Совета РСФСР «О денонсации Договора об образовании СССР» как к противоправному, антиконституционному акту, принятому с грубым нарушением Конституции РСФСР, норм международного права и действовавшего в то время законодательства, так как:

«Договор об образовании СССР 1922 года, который Верховный Совет РСФСР „денонсировал“ 12 декабря 1991 года, не существовал в качестве самостоятельного юридического документа. Первоначальный вариант этого Договора был подвергнут коренной переработке и уже в переработанном виде вошёл в Конституцию СССР 1924 года. В 1936 году была принята новая Конституция СССР, с вступлением в силу которой прекратила действовать Конституция СССР 1924 года, включая и Договор об образовании СССР 1922 года».

При этом депутаты добавили, что постановления о денонсации Беловежского соглашения в части прекращения существования СССР и об отмене денонсации Союзного договора 1922 года не отражаются ни на суверенитете РФ и других государств-участников СНГ (поскольку «в соответствии с Конституцией СССР 1977 года Российская Федерация, как и другие союзные республики, являлась суверенным государством»), ни на существовании Содружества Независимых Государств.

## Правовая природа договора
В юридической науке высказываются противоположные точки зрения на правовую природу Договора об образовании СССР 1922 года.
Одни учёные — Д. Л. Златопольский, О. И. Чистяков, Д. А. Лукашевич и другие — придерживаются точки зрения, что после утверждения I Съездом Советов — высшим законодательным органом страны — союзный договор 1922 г. перестал быть международно-правовым актом, «превратившись» в закон, другие учёные (например, С. Ф. Кечекьян, И. И. Лукашук, П. П. Кремнев) считают, что союзный договор как был международно-правовым актом, так им и остался, а на I Съезде Советов СССР произошла лишь инкорпорация международно-правового акта.
Позиция основанная на том, что договор имел международно-правовой характер и действовал с момента его принятия и до распада СССР, является главным юридическим основанием для денонсации Договора об образовании СССР, а следовательно и правомерного ликвидирования СССР.
Диаметрально противоположная позиция заключается в том, что Договор об образовании СССР 1922 года является учредительным актом, имеющим внутригосударственную правовую природу. Этой позиции придерживается множество учёных-юристов, так, например, Д. А. Лукашевич писал:

…договор об образовании СССР 1922 г. являлся не международно‑правовым, а учредительным актом, имеющим внутригосударственную природу. Функция этого договора лишь учредить государство, а не легитимировать его существование. Так же как невозможно ликвидировать юридическое лицо путём прекращения договора о его учреждении или «прекратить» жизнь человека, отправив его обратно в утробу матери, также невозможно ликвидировать целое государство, просто денонсировав договор о его учреждении. Вместе с тем договор не являлся, в собственном смысле, договором о создании государства, а был лишь частью будущей Конституции, и, наконец, Договор об образовании СССР 1922 г. изначально задумывался как часть этой разрабатываемой Конституции, а следовательно, «денонсировать» или иным способом прекратить его действие в декабре 1991 г. было просто невозможно. Основным законом государства является Конституция, и никаких «самых основных законов» в виде договоров об образовании государства или чего‑то ещё не существует.— 

## В названиях
- Сыктывкарский государственный университет имени 50-летия СССР
- Удмуртский государственный университет имени 50-летия СССР
- Кустанайский педагогический институт имени 50-летия СССР
- Волжский автомобильный завод имени 50-летия СССР
- Комбинат плащевых тканей имени 50-летия СССР (Балашов, Саратовская область)
- Донской горно-обогатительный комбинат имени 50-летия СССР
- Западно-Сибирский металлургический завод имени 50-летия СССР, г. Новокузнецк, Кемеровская область
- НПО «Востокмашзавод» имени 50-летия СССР
- Тверской ордена Трудового Красного Знамени полиграфкомбинат детской литературы имени 50-летия СССР
- Завод имени 50-летия СССР Министерства электронной промышленности СССР (г. Александров Владимирской области)
- 95-я отдельная Ленинградская Краснознамённая бригада связи имени 50-летия образования СССР
- 339-я отдельная бригада строящихся, учебных и ремонтирующихся подводных лодок имени 50-летия СССР Северного флота
- ПО «Красный котельщик» имени 60-летия Союза ССР
- Архангельский целлюлозно-бумажный комбинат имени 60-летия Союза ССР
- Курганский автобусный завод имени 60-летия Союза ССР
- Тюменский судостроительный завод имени 60-летия Союза ССР
- Сызранское высшее военное авиационное училище лётчиков имени 60-летия СССР
- 5-я гвардейская мотострелковая Зимовниковская Краснознамённая, ордена Кутузова дивизия имени 60-летия СССР
- 60-я ракетная Таманская ордена Октябрьской Революции, Краснознамённая дивизия имени 60-летия СССР (Светлый (Татищево-5))
- 62-я ракетная Ужурская Краснознамённая дивизия имени 60-летия СССР (Солнечный (Ужур-4))
- 810-я отдельная гвардейская ордена Жукова бригада морской пехоты имени 60-летия образования СССР
- Площадь 50-летия СССР (Севастополь)
- Проспект 60 лет СССР (Липецк)